# Kotoracythere
Kotoracythere is een geslacht van kreeftachtigen uit de klasse van de Ostracoda (mosselkreeftjes).

## Soorten
- Kotoracythere abnorma Ishizaki, 1966 †
- Kotoracythere doratus Titterton & Whatley, 2009
- Kotoracythere eburalia Hu & Tao, 2008
- Kotoracythere formosa Swanson, 1979
- Kotoracythere inconspicua (Brady, 1880) Whatley, 1987
- Kotoracythere kuntao Hu & Tao, 2008
- Kotoracythere tatsunokuchiensis Ishizaki, 1966 †
- Kotoracythere yangyao Hu & Tao, 2008